# Statul Enugu
Enugu este un stat  în Nigeria. Reședința sa este orașul Enugu.